# 33rd Street (Lexington Avenue Line)
33rd Street is een station van de metro van New York aan de Lexington Avenue Line.